# Emmental
Emmental (Emme-dalen: floddalen med floden Emme) er et schweizisk bakket landskab i Berner Mittelland i kantonen Bern.
Emmental omfatter floderne Emme og Ilfis' afvandingsområder. Politisk svarer det til det administrative distrikt Emmental. Det tidligere Konolfingen-distrikt medregnes ofte i Emmental-regionen. De folkerigeste byer er Burgdorf, Langnau og Kirchberg. Den arealmæssigt største kommune er Trub med omkring 62 km².
Landskabet præges af enge og overdrev. Mange bakker er stort set dækket af nåleskov.
De talrige gårde er primært beskæftiget med husdyropdræt. Husdyrene danner grundlag for produktionen af den velkendte emmentalerost, som stadig produceres på talrige landsbymejerier i området. De statelige bondehuse med enorme valmtage, der på siderne når næsten til jorden, er typiske for Emmental.
Indtil det 19. århundrede blev Emmental betragtet som en af hovedregionerne for kvægavl.